# Baccaurea annamensis
Baccaurea annamensis är en emblikaväxtart som beskrevs av François Gagnepain. Baccaurea annamensis ingår i släktet Baccaurea och familjen emblikaväxter. Inga underarter finns listade i Catalogue of Life.